# Santa Maria della Coltura

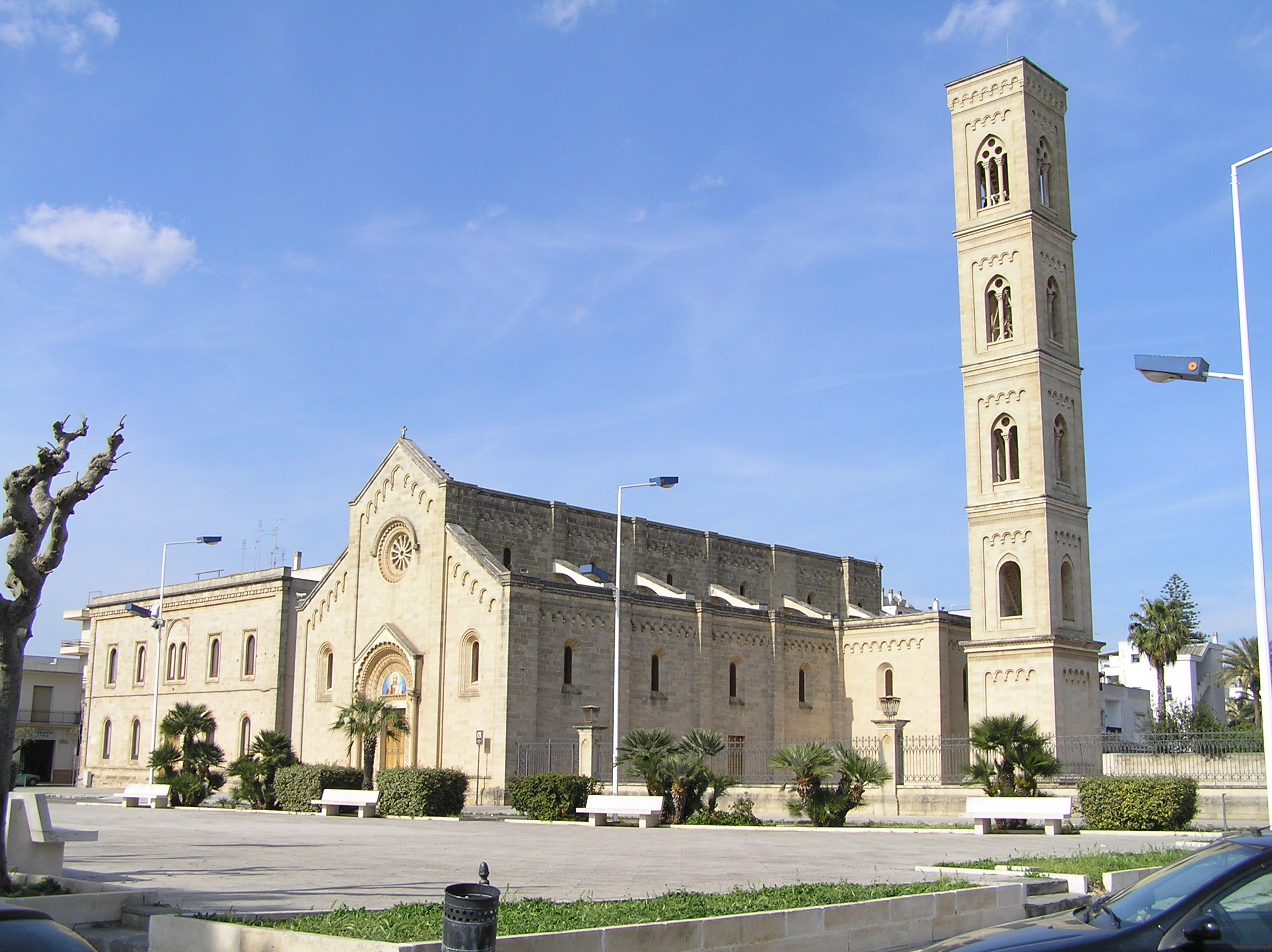
Basilika Santa Maria della Coltura

Die Basilika Santa Maria della Coltura ist eine römisch-katholische Kirche im apulischen Parabita, Italien. Die Pfarrkirche des Bistums Nardò-Gallipoli trägt den Titel einer Basilica minor. Die Kirche wurde zu Beginn des 20. Jahrhunderts als Ersatz einer Kirche aus dem 17. Jahrhundert in einem historistischen Mischstil erbaut.

## Geschichte
Die Kirche wurde zwischen 1913 und 1942 nach einem Entwurf des Architekten Napoleone Pagliarulo wiederaufgebaut. Sie steht auf einer früheren Kirche aus dem frühen 17. Jahrhundert, die ihrerseits auf den Ruinen einer alten Kapelle aus dem 14. Jahrhundert errichtet wurde. Im Inneren befindet sich ein byzantinisches Fresko aus dem 11. bis 12. Jahrhundert, das die Jungfrau mit dem Kind darstellt. Die Existenz der Kapelle wird bereits 1452 im Zusammenhang mit einem Pastoralbesuch des Bischofs von Nardò, Ludovico de Pennis, erwähnt. Das Bild wird jedoch in verschiedenen Orten der Region in Fresken aus der Zeit zwischen 1435 und 1445 wiedergegeben. Es besteht also Grund zu der Annahme, dass sie bereits zu Beginn des Jahrhunderts bekannt war.
Die schlichte Kapelle folgte den wechselnden architektonischen Stilen und wurde im 17. Jahrhundert mit Bögen und Säulen bereichert. Im gleichen Zeitraum wurde das Bild der Madonna von einem Kalksteinbogen bedeckt, der dessen Existenz für mindestens dreieinhalb Jahrhunderte praktisch auslöschte. Im 19. Jahrhundert wurde das Portal nach dem Vorbild des ursprünglichen Portals nachgebaut.
Trotz der Zuwendung und Pflege, die sie erhielt, verfiel die Kapelle zusehends und wurde Anfang April 1912 abgerissen, da sie baufällig und unsicher war. Bei dieser Gelegenheit wurde die Steinplatte mit der Jungfrau und dem Kind in seiner Gesamtheit den Menschen und Gläubigen von Parabitano erneut präsentiert. Die alte Kapelle aus dem 17. Jahrhundert wurde durch eine neue Kirche ersetzt, die nach dem Entwurf des örtlichen Architekten Napoleone Pagliarulo errichtet wurde. Das nur wenige Meter neben dem früheren kleinen Gebäude errichtete Heiligtum wurde am 21. Dezember 1922 feierlich geweiht, etwas mehr als neuneinhalb Jahre nach der Grundsteinlegung am 4. Mai 1913. Entlang der Seitenschiffe illustrieren Fresken des Malers Mario Prayer das Leben der Muttergottes. In den 1970er Jahren wurden die Seitenflügel (für die beiden Kapellen des Allerheiligsten Sakraments und des Heiligsten Herzens) und der Campanile gebaut. Das Heiligtum wurde am 1. September 1999 von Johannes Paul II. zur Basilica minor erhoben.

## Architektur

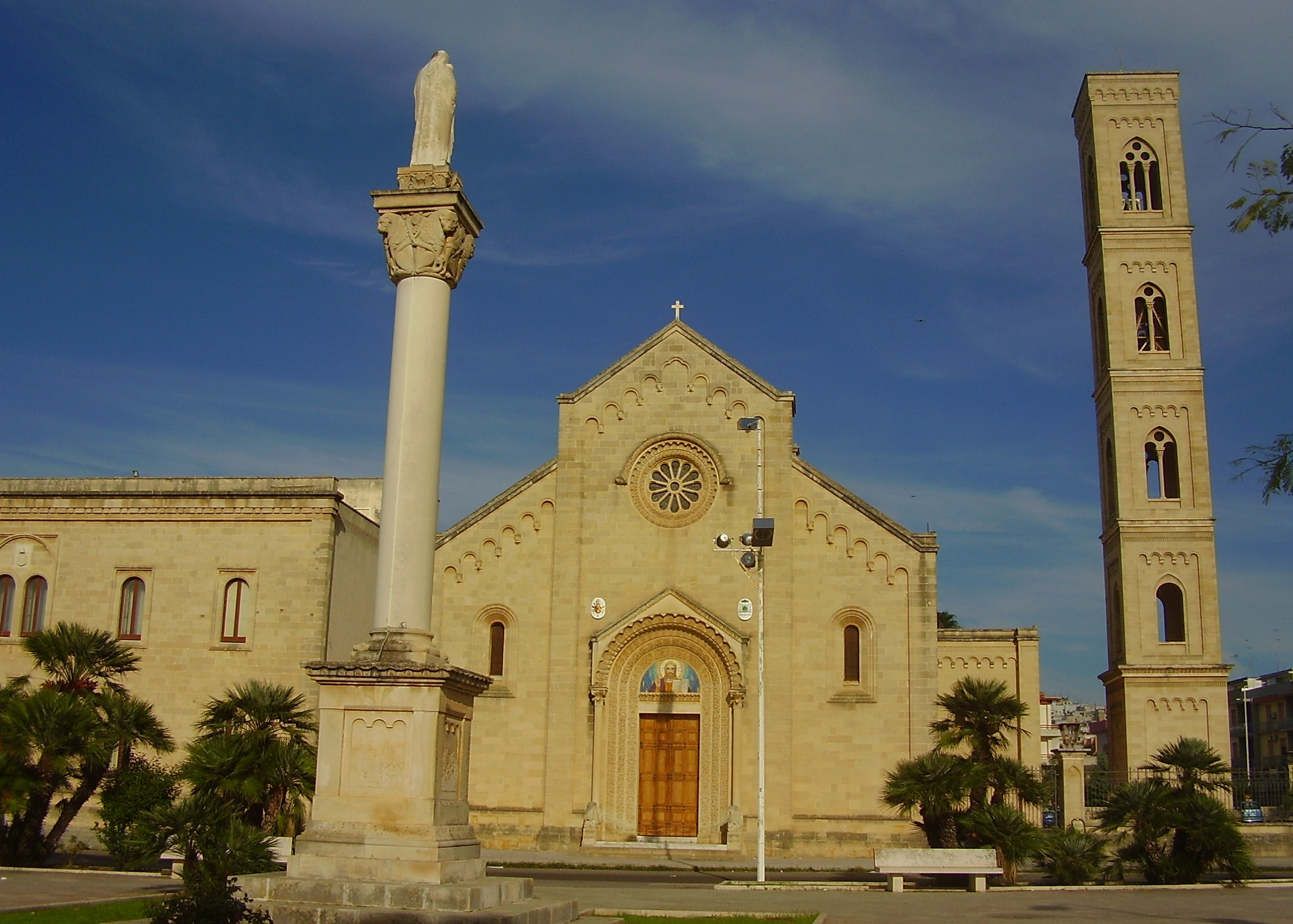
Fassade

Der historistische Stil des Gebäudes weist romanisch-byzantinischen Elemente auf, Elemente der apulischen Romanik und Neogotik. Die vorspringende, im Wesentlichen neoromanische Fassade weist ein Portal mit einem fein geschnitzten Portikus auf, das von einer Lünette mit einer Mosaikdarstellung von Christus König überragt wird, umrahmt von drei fein geschnitzten Zierbändern. Zwei Löwen bewachen das Portal. Oben befindet sich die kunstvolle Rosette, die mit Buntglasfenstern mit Christus in der Mitte und den zwölf Aposteln in den Segmenten versehen ist. Das basilikale Gebäude ist innen durch Spitzbögen in drei Schiffen unterteilt, bedeckt mit unverputzten Kreuzgratgewölben. An der Seite des gesamten Bauwerks erhebt sich der fünfetagige Glockenturm, der 1976 fertiggestellt und von den Dominikanern, den Verwaltern des Heiligtums, in Auftrag gegeben wurde.

## Ausstattung
Die zentrale Apsis, in der sich die kostbare, mit Fresken bemalte Steinplatte mit der Darstellung der Madonna mit Kind befindet, ist durch fünf verzierte Spitzbögen vom Chor getrennt. Die 18 Fresken in der Kirche wurden von Mario Prayer gemalt und stammen aus dem Jahr 1942. Insbesondere hat der Maler an den beiden Innenwänden der Hauptfassade das Leben Marias von der Verheißung der Erlösung im irdischen Paradies bis zu ihrer Verherrlichung in Fresken dargestellt. Bemerkenswert sind die 1980 fertiggestellten Seitenkapellen. Die rechte ist mit einem Marmorbaldachin geschmückt, während die linke einen Altar beherbergt, auf dem die von Tomagnini geschaffene Christusstatue steht. Die Orgel wurde 1970 von Fratelli Ruffatti installiert.

## Dominikanerkloster
Das Heiligtum wurde von verschiedenen Ordensgemeinschaften betreut, am längsten durch die Dominikaner. Diese mussten das Kloster aufgeben, als es 1809 von Joachim Murat aufgelöst wurde. Im 20. Jahrhundert widmeten sich die Einwohner von Parabita dem Wiederaufbau des Klosters in der Hoffnung, wieder einen ansässigen Orden zu haben. Dann kamen die Consolata-Missionare in den Jahren 1928 bis 1954, dann die Herz-Jesu-Missionare. Im Jahr 1955 kehrten schließlich die Dominikaner zurück, die noch heute dort wohnen.